# Goldie Steinberg
Goldie Steinberg (n. 30 octombrie 1900, Chișinău – d. 16 august 2015, Manhattan) a fost a șasea cea mai longevivă persoană în viață din lume (având o vârstă de 114 ani și 290 zile) și a doua cea mai longevivă persoană în viață din Statele Unite, după Susannah Mushatt Jones. Ea este cea mai longevivă persoană născută vreodată în Moldova și cea mai longevivă persoană de etnie evreiască din lume.

## Biografie
Goldie Steinberg s-a născut în Chișinău, Basarabia, Imperiul Rus (astăzi în Republica Moldova), fiind unul din cei opt copii ai lui Chazkel și Devorah Gurfinkel. În 1923, împreună cu familia sa a emigrat în Statele Unite. În 1932 s-a căsătorit cu Philip Steinberg. Soțul său, care a lucrat ca bijutier pe Fulton Street, a murit în 1967.
Către cea de a 113-a aniversare a sa, Goldie Steinberg, avea doi copii: un fiu (n. 1935) și o fiică (n. 1942), patru nepoți și șapte strănepoți. În ultima perioadă a trăit în Long Beach, New York, Statele Unite.